# Nederland op de Paralympische Winterspelen 1994
Nederland is een van de landen die deelnam aan de Paralympische Winterspelen 1994 in het Noorse Lillehammer.

## Medailleoverzicht
| Sport      | Paralympiër          | Onderdeel                        | Medaille |
| ---------- | -------------------- | -------------------------------- | -------- |
| Biatlon    | Marjorie van de Bunt | 7,5 km Klasse LW2-9 (v)          | Goud     |
| Langlaufen | Marjorie van de Bunt | 5 km klassiek Klasse LW6/8/9 (v) | Brons    |
| Langlaufen | Marjorie van de Bunt | 5 km vrij Klasse LW6/8/9 (v)     | Brons    |
| Langlaufen | Marjorie van de Bunt | 10 km Klasse LW6/8/9 (v)         | Brons    |

## Deelnemers en resultaten
(m) = mannen, (v) = vrouwen 

### Alpineskiën
| Paralympiër     | Onderdeel                     | Resultaat | Prestatie         |
| --------------- | ----------------------------- | --------- | ----------------- |
| Kjeld Punt      | Afdaling Klasse LW2 (m)       | 12de      | 1:26.15           |
| Kjeld Punt      | Reuzenslalon Klasse LW2 (m)   | 14de      | 2:49.62           |
| Kjeld Punt      | Slalom Klasse LW2 (m)         | DSQ       | Gediskwalificeerd |
| Kjeld Punt      | Super-G Klasse LW2 (m)        | 22ste     | 1:31.55           |
| Martijn Wijsman | Afdaling Klasse LW2 (m)       | DSQ       | Gediskwalificeerd |
| Martijn Wijsman | Reuzenslalon Klasse LW2 (m)   | DNF       | Niet gefinisht    |
| Martijn Wijsman | Slalom Klasse LW2 (m)         | DSQ       | Gediskwalificeerd |
| Martijn Wijsman | Super-G Klasse LW2 (m)        | 14de      | 1:26.24           |
| Robert Reijmers | Afdaling Klasse LWX11 (m)     | DNF       | Niet gefinisht    |
| Robert Reijmers | Reuzenslalon Klasse LWX11 (m) | DNF       | Niet gefinisht    |
| Robert Reijmers | Slalom Klasse LWX11 (m)       | DNF       | Niet gefinisht    |
| Robert Reijmers | Super-G Klasse LWX11 (m)      | DNF       | Niet gefinisht    |

### Biatlon
| Paralympiër          | Onderdeel               | Resultaat | Prestatie      |
| -------------------- | ----------------------- | --------- | -------------- |
| Marjorie van de Bunt | 7,5 km Klasse LW2-9 (v) | Goud      | 32:16.5 Pen.:0 |

### Langlaufen
| Paralympiër          | Onderdeel                        | Resultaat | Prestatie |
| -------------------- | -------------------------------- | --------- | --------- |
| Marjorie van de Bunt | 5 km klassiek Klasse LW6/8/9 (v) | Brons     | 18:07.0   |
| Marjorie van de Bunt | 5 km vrij Klasse LW6/8/9 (v)     | Brons     | 15:12.5   |
| Marjorie van de Bunt | 10 km Klasse LW6/8/9 (v)         | Brons     | 55:02.0   |

### Priksleeën
| Paralympiër     | Onderdeel                     | Resultaat | Prestatie |
| --------------- | ----------------------------- | --------- | --------- |
| Arthur Overtoom | 100 m Klasse LW10-11 (m)      | 7de       | 15.72     |
| Arthur Overtoom | 500 m Klasse LW10-11 (m) (m)  | 8ste      | 1:15.31   |
| Arthur Overtoom | 1000 m Klasse LW10-11 (m) (m) | 7de       | 2:36.69   |
| Arthur Overtoom | 1500 m Klasse LW10-11 (m)     | 8ste      | 3:57.86   |
| Eelco Kooistra  | 100 m Klasse LW10-11 (m)      | 11de      | 17.44     |
| Eelco Kooistra  | 500 m Klasse LW10-11 (m)      | 11de      | 1:20.25   |
| Eelco Kooistra  | 1000 m Klasse LW10-11 (m)     | 9de       | 2:47.32   |
| Eelco Kooistra  | 1500 m Klasse LW10-11 (m)     | 10de      | 4:12.30   |

Australië · 
België · 
Bulgarije · 
Canada · 
Denemarken · 
Duitsland · 
Estland · 
Finland · 
Frankrijk · 
Groot-Brittannië · 
IJsland · 
Italië · 
Japan · 
Kazachstan · 
Korea · 
Letland · 
Liechtenstein · 
Litouwen · 
Nederland · 
Nieuw-Zeeland · 
Noorwegen · 
Oostenrijk · 
Polen · 
Rusland · 
Slowakije · 
Spanje · 
Tsjechië · 
Verenigde Staten · 
Wit-Rusland · 
Zweden · 
Zwitserland